# Сафоново (Электроугли)
Сафоново — упразднённая деревня, располагавшаяся на территории Богородского городского округа Московской области России. В настоящее время входит в состав города Электроугли.

## География
Находилась в северо-восточной части области, в зоне хвойно-широколиственных лесов, к югу от железнодорожной линии Москва — Петушки, на расстоянии примерно 16 километров (по прямой) к юго-западу от города Ногинска, административного центра округа.

### Климат
Климат характеризуется как умеренно континентальный, с умеренно холодной зимой и тёплым летом. Среднегодовая температура воздуха — +5,7 °C. Средняя температура воздуха самого холодного месяца (января) — −7,3 °C (абсолютный минимум — −45 °C), средняя температура самого тёплого (июля) — +20,1 °С (абсолютный максимум — +38,5 °C). Годовое количество атмосферных осадков — 560 мм, из которых около 70 % выпадает в период с апреля по октябрь.

## История
В «Списке населенных мест Московской губернии по сведениям 1859 года» населённый пункт упомянут как владельческая деревня Сафонова Богородского уезда, расположенная при колодце, в 20 верстах от уездного города. В деревне насчитывалось 60 дворов и проживало 457 человек (222 мужчины и 235 женщин).
По состоянию на 1913 год, сельцо делилось на две части, в которых совокупно имелся 141 двор. В административном отношении входило в состав Васильевской волости Богородского уезда. Действовало земское училище.
По данным 1926 года в деревне насчитывалось 200 хозяйств (в том числе 127 крестьянских) и проживало 1030 человек (484 мужчины и 546 женщин). Являлась центром Сафоновского сельсовета Васильевской волости Богородского уезда.